# Depotarzneiform
Depotarzneiformen sind Arzneiformen, bei denen die Wirkstofffreisetzung durch Retardierung über einen längeren Zeitraum erfolgt. Im Unterschied zu Retardarzneiformen versteht man unter Depotarzneiformen im engeren Sinn parenteral verabreichte Arzneiformen, die ein lokales Depot beispielsweise im Muskelgewebe oder subkutan bilden. Beide Begriffe werden aber oft synonym  gebraucht. Ein Ziel der Depotarzneiform ist es, eine bessere Compliance des Patienten zu erreichen.
Man kann zwischen bioabbaubaren und nicht bioabbaubaren Depotarzneiform unterscheiden. Bei letzteren muss nach dem Ende der Therapie der Depotkörper wieder mechanisch entfernt werden. Bioabbaubare Depots bestehen beispielsweise aus Liposomen und werden vom Organismus zersetzt.
Bekannte Beispiele aus dem Bereich der Kontrazeptiva für die Frau sind Implanon oder der NuvaRing.

Bioabbaubare Depotarzneiformen sind zum Beispiel die Neuroleptika in Depotgalenik, wie etwa Haloperidoldecanoat (Handelsname z. B. Haldol-Janssen Decanoat), Flupentixoldecanoat (Handelsname z. B. Fluanxol Depot), welche als lipophile Fettsäureester in Injektionslösung im sterilen Öl intramuskulär (Injektion in einen Muskel) verabreicht werden. Das bei der Injektion gebildete ölige Depot wird von dem Organismus langsam und vollständig abgebaut.